# SB Creative
SB Creative Corp. (SBクリエイティブ株式会社 SB Kurieitibu Kabushiki-gaisha) là một nhà xuất bản của Nhật Bản, cũng là công ty con của tập đoàn viễn thông SoftBank. Nó được thành lập vào năm 1999 ở Tokyo, Nhật Bản.

## Sách xuất bản
Thanh thiếu niên
- 数学ガール

Ấn phẩm nguyên bản tiếng Nhật của loạt truyện Sūgaku Girls.